# David Mach (combiné nordique)
Pour les articles homonymes, voir David Mach et Mach.
David Mach, né le 14 mai 2000, est un coureur du combiné nordique allemand.

## Biographie
Fils d'une fondeuse, il commence le ski de fond à l'âge de trois ans puis commence le saut quatre ans plus tard, avant de décider de s'entraîner dans les deux disciplines. Il devient membre du club TSV Buchenberg. Ses frères cadets Simon, Lucas et Elias ont aussi pris la voie du combiné nordique.
En 2015, il fait ses débuts internationaux, puis court dans la Coupe OPA, où il obtient son premier podium en mars 2017 à Hinterzarten. En 2018, il est promu dans la Coupe continentale, où il marque ses premiers points et dans le Grand Prix d'été à Oberstdorf.
En 2019, il participe à son premier championnat du monde junior, où il gagne la médaille d'or sur la compétition par équipes. Il est alors appelé pour sa première manche de Coupe du monde à Klingenthal, où il marque ses premiers points avec une 27e place, avant de se placer sixième en Coupe continentale à Nijni Taguil et obtenir un autre top trente en Coupe du monde à Schonach (28e). Il est plus tard diplômé à l'école de ski d'Oberstdorf et peut donc se concentrer sur le sport désormais.
Avec ses résultats sur le Grand Prix (deux fois 19e), Mach s'assure une place dans la Coupe du monde au début de la saison 2019-2020, mais y est sans réussite et revient dans la Coupe continentale, où il monte sur le podium à Park City. Pour conclure sa saison, il remporte une médaille d'argent aux Championnats du monde junior à Oberwiesenthal, sur la première compétition par équipes mixtes. Il doit renoncer aux courses suivantes en raison d'une fracture de fatigue au pied.

## Palmarès

### Coupe du monde
- Meilleur classement général : 43e en 2023.
- Meilleur résultat individuel : 3e.
- 1 podium individuel : 1 troisième place.

#### Classements détaillés
| Année     | Classement général final |
| --------- | ------------------------ |
| 2018-2019 | 62e                      |
| 2019-2020 | -                        |
| 2020-2021 | 47e                      |
| 2021-2022 | -                        |
| 2022-2023 | 43e                      |

### Championnats du monde junior
| Épreuve / Édition  | Épreuve / Édition  | Lahti 2019                       | Oberwiesenthal 2020 |
| ------------------ | ------------------ | -------------------------------- | ------------------- |
| Gundersen (10 km)  | Gundersen (10 km)  | 15e                              | 20e                 |
| Gundersen (5 km)   | Gundersen (5 km)   | 32e                              |                     |
| Par équipes        | Par équipes        | Or                               | 4e                  |
| Par équipes mixtes | Par équipes mixtes | Épreuve inexistante à cette date | Argent              |

### Coupe continentale
- 10 podiums individuels dont une victoire.
- 1 podium par équipe.

| Année     | Classement général final |
| 2017-2018 | 66e                      |
| 2018-2019 | 27e                      |
| 2019-2020 | 39e                      |
| 2020-2021 | 3e                       |
| 2021-2022 | 2e                       |